# Palača Al Alam
Palača Al Alam (arabsko قصر العلم, latinizirano: Qaṣr al-ʿAlam, dob. 'Palača zastave') je palača v Starem Maskatu v Omanu. Sultan Kabus bin Said Al Said jo je uporabljal kot ceremonialno palačo.

## Zgodovina gradnje
Palača Bajt al-Alam je bila predhodnica Kasr al-Alama. Bajt al-Alam je zgradil sultan Said (1791-1856). Točno obdobje gradnje ni znano. Obiskovalci leta 1814 in 1824 so poročali, da palača še ni dokončana. V prvi polovici 1890-ih je bila palača prenovljena. Leta 1895 so Bajt al-Alam zasedli in opustošili uporniki. Vendar sultan Faisal ni imel dovolj sredstev za njeno obnovo. Po drugi svetovni vojni je sultan Said sedež vlade preselil v klimatsko ugodnejše mesto Salala, da bi se oddaljil od vpliva protektoratne sile Velike Britanije. Po letu 1958 ni nobenega zapisa o sultanovem obisku Bajt al-Alama. Palača je bila zaprta in nihče ni smel vstopiti vanjo. V tem času je palača propadala. V času vzpona sultana Qabusa na oblast julija 1970 je bila palača Bajt al-Alam sestavljena iz štirih delov (navedenih od vzhoda proti zahodu): al-Harim (harem), glavna palača Bajt al-Barzah (barzah pomeni preddverje ali sprejemno dvorano, v kateri je imel sultan svoja uradna srečanja (madžlis) in je podelil avdience svojim podložnikom), kot tudi drugo krilo, ki je bilo pripravljeno kot vladni urad po prihodu sultana Qabusa v Maskat.
Leta 1970 so se začela rušitvena dela na palači Bajt-al-Alam. Leta 1972 jo je nadomestil anglo-indijski slog Kasr al-Alam. V ta namen je bilo celotno pristaniško območje med trdnjavo al-Mirani in nekdanjim britanskim veleposlaništvom porušeno in vključeno v kompleks palače. Poleg tega so sredi 1970-ih zravnali z zemljo in vključili v kompleks tudi četrt al-Banjan, v kateri so živeli indijski trgovci. Stare stanovanjske stavbe, suk in indijski hindujski tempelj so zamenjale sodobne upravne in stanovanjske stavbe. Tam je zdaj tudi sedež kraljevega dvora. Med prvo širitvijo leta 1974 je meščansko hišo v 1890-ih zgradil indijski trgovec Ratansi Puršotam (1843–1904), ki je bila po velikosti primerljiva s staro palačo Bajt-al-Alam.
V desetletjih, ki so sledila, je bilo veliko včasih veličastnih rezidenc indijskih trgovcev porušenih, da bi naredili prostor za razširitev vladnega okrožja okoli palače. Popustiti je moral tudi nekdanji Suq Dahel. Na začetku 21. stoletja so bile porušene zadnje zgodovinske stavbe, da bi zgradili številne druge vladne stavbe in prizidke palač. V tem času je bila zgrajena tudi reprezentativna dovozna pot do palače. Danes je celotno območje okoli palače območje brez avtomobilov.

## Opis
Palača Al Alam, ena od šestih sultanovih rezidenc, ima več kot 200-letno zgodovino in je bila zgrajena pod vodstvom imama sultana bin Ahmeda, sedmega neposrednega dedka sultana Kabusa. Obstoječa palača, ki ima pročelje v zlati in modri barvi, je bila leta 1972 prezidana v kraljevo rezidenco. Notranje ozemlje palače ostaja prepovedano, vendar se lahko predstavniki javnosti ustavijo blizu vrat in fotografirajo.
Palača Al Alam je obdana z trdnjavama Mirani in Džalali, ki so ju v 16. stoletju zgradili Portugalci.
Palača se uporablja za uradne dogodke in sprejema ugledne obiskovalce. Januarja 2012 je sultan med državniškim obiskom v Omanu v palači Al Alam sprejel nizozemsko kraljico Beatrix.

### Arhitektura
Avtor Peter J. Ochs je zapisal: »Ko obiščete glavna vrata palače Al Alam, ni podobna nobeni drugi, ki jo boste kdaj obiskali. Sama palača je elegantna, a skromna v oblikovanju, za razliko od veličastnih struktur drugih prestolnic«. Elegantno oblikovana ima številne visoko polirane marmorne površine. Vladne stavbe v bližini so bele, s cinami in lesenimi balkoni v tradicionalnem omanskem slogu. Čeprav je v prvi vrsti ceremonialna palača, je v palači gostujoča vila z lastnim bazenom, zdraviliščem in obzidanimi vrtovi.

## Galerija
- Palača Al Alam v Maskatu.
- Hodnik v palači Al Alam
- Upravna stavba v bližini palače Al Alam.